# Emil Karlsson
Carl Emil Karlsson, född 2 april 1985 i Jönköping, är en svensk före detta fotbollsspelare.
Emil Karlsson spelade i Örgryte IS 2012 och 2013. Hans moderklubb är Tibro AIK. Han var med när Örgryte IS vann Division ett 2012 och han blev samma år bästa målskytt med sina 15 mål. Karlsson slutade med fotbollen efter säsongen 2013 för att satsa på sin civila karriär.